# Stan Ioan Pătraș

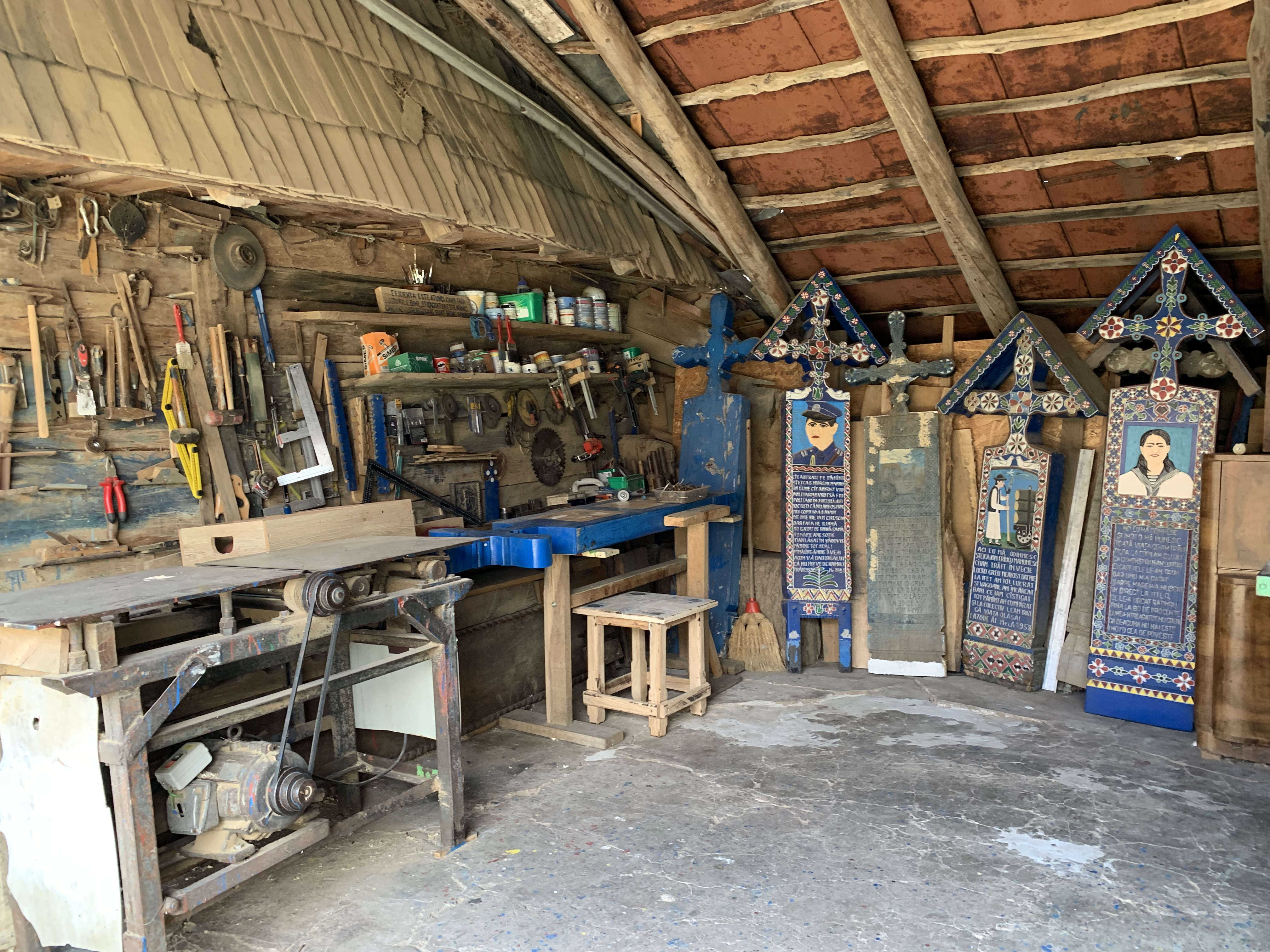
L'atelier de la maison de Stan Ioan Pătraș où les pierres tombales du cimetière joyeux ont été créées

Stan Ioan Pătraș (né en 1908 à Săpânța, aujourd'hui dans le județ de Maramureș en Roumanie, à l'époque en Autriche-Hongrie, et mort en 1977 dans la même ville) est un sculpteur sur bois roumain, connu pour être le créateur des croix en bois peintes du cimetière joyeux de Săpânța,,.
Ses créations s'inscrivent harmonieusement dans les arts populaires locaux et à travers la vieille tradition roumaine.

## Biographie
Né en 1908 dans le village de Săpânța dans le nord de la Roumanie (proche des frontières hongroise et ukrainienne), faisant alors partie du royaume de Hongrie, d'une famille de sculpteurs sur bois depuis plusieurs générations, Stan Ioan Pătraș s'intéresse jeune à la sculpture, à la peinture et à la poésie.
Il commence à sculpter ses premières croix dans du chêne à l'âge de 14 ans.
En 1935, Pătraș, alors un sculpteur anonyme, commence à sculpter sur les croix en bois de petits poèmes écrits à la première personne. Il y grave des poèmes humoristiques, nostalgique ou ironiques et des clins d'œil au défunt concerné, souvent avec des erreurs grammaticales dignes de la langue archaïque que les habitants parlaient.
Il se limite au début à seulement 10 tombes de chêne lors de la première année. En 1936, il crée alors son propre style avec des tombes plus étroites, où il se met à peindre sur les croix avec des couleurs vives faites de pigments naturels (avec un bleu spécial comme couleur principale, appelé le « bleu de Săpânța »). Chaque couleur (vert-vie, jaune-fécondité, rouge-passion, noir-mort), dessin ou figure a alors sa propre signification et rien n'est laissé au hasard, chaque croix étant unique et étant censée représenter la vie et le style de vie du défunt.
Jusqu'en 1977, il créa environ 700 croix dans le cimetière de sa ville de toujours, Săpânța, plus tard connu comme le « cimetière joyeux ».
À sa mort, il laisse sa maison à son disciple, Dumitru Pop, qui choisit alors de s'y installer, avant que la maison ne devienne plus tard un atelier et un musée.

### Influences
L'art développé par Pătraș est aux croisement des traditions folkloriques de la paysannerie carpatiques et de l'art naïf.
Pătraș se serait inspiré des croyances des Daces enseignées en histoire à l'école. La religion dace (culte de Gabeleisos et de Zalmoxis, présentant, selon Hérodote, des traits que l'on retrouve aussi chez les Pythagoriciens et dans l'orphisme) se basait sur l'immortalité de l'âme, et la mort était vécue comme un moment de joie et de fête, un passage de la vallée de larmes qu'est la vie terrestre, vers une vie meilleure.